# هایانگ (شاندونگ)
هایانگ (شاندونگ) (به لاتین: Haiyang) یک county-level city در جمهوری خلق چین است که در یانتای واقع شده‌است.